# Francesco Fioretti
Francesco Fioretti (Massa di Somma, 14 maggio 1993) è un ex danzatore su ghiaccio italiano che ha gareggiato in coppia con Jasmine Tessari e Carolina Moscheni.

## Biografia
Francesco Fioretti inizia a pattinare all'età di sette anni a Milano, scegliendo subito la danza su ghiaccio. Nel 2007 si trasferisce a Zanica e nel corso della stagione 2008-09 forma una coppia con Martina Montonati, prendendo parte nel settembre 2008 all'evento Junior Grand Prix di Merano, piazzandosi al 17º posto. A partire dalla stagione successiva si unisce con Sofia Sforza e ottiene il secondo posto ai campionati nazionali juniores, oltre a partecipare ai Mondiali juniores concludendo in 31ª posizione. Complessivamente Fioretti e Sforza disputano insieme quattro Mondiali juniores (miglior risultato il 10º posto ottenuto nel 2012) e si aggiudicano due titoli italiani di categoria nel 2012 e nel 2013. Nell'ottobre 2013 la coppia si divide e Fioretti forma un nuovo sodalizio con la statunitense Lauri Bonacorsi, sodalizio che però non riesce a durare più di sei mesi a causa di difficoltà legate allo spostamento di quest'ultima in Italia.
Nel 2015, su suggerimento di Barbara Fusar Poli, Jasmine Tessari, danzatrice rimasta anche lei senza partner, prova a pattinare insieme a Fioretti e i due atleti finiscono così per formare una nuova coppia. Alla loro prima gara insieme, nel settembre 2015 in occasione del Lombardia Trophy, raggiungono la nona posizione. Agli Europei di Ostrava 2017 non riescono ad accedere alla finale, concludendo al 22º posto nella fase di qualificazione, ma si rifanno ai successivi campionati di Mosca 2018 terminando in 18ª posizione. Migliorano la loro prestazione ai campionati europei di Minsk 2019 concludendo al 14º posto, e due mesi dopo partecipano a Saitama, in Giappone, ai loro primi campionati mondiali non andando oltre la rhythm dance con il 24º posto. La loro ultima gara insieme è il Campionato europeo 2020, che concludono al sedicesimo posto.
Alla fine della stagione la coppia si scioglie e Fioretti inizia un nuovo sodalizio con Carolina Moscheni.

## Programmi

### Con Tessari
| Stagione  | Rhythm dance | Programma libero                                                                               |
| --------- | --- | ---------------------------------------------------------------------------------------------- |
| 2019-2020 | - Quickstep: Good Morning - Foxtrot: Singin' in the Rain da (Cantando sotto la pioggia) di Arthur Freed e Nacio Herb Brown        | - Lullaby of the Leaves - Fire on the Floor - I'll Take Care of You di Beth Hart               |
| 2018-2019 | - Tango: Tango to Evora - Flamenco: Poeta en el Mar di Vicente Amigo                                                              | - Hymne à l'amour di Patricia Kaas                                                             |
| 2017-2018 | - Salsa: La vida es un carnaval di Issac Delgado - Rumba: Dos gardenias di Carmen Cuesta - Samba: Vive el verano di Paulina Rubio | - Tosca di Giacomo Puccini - E lucevan le stelle - Com'è lunga l'attesa                        |
| 2016-2017 | - Blues: Twilight Time di The Platters - Swing: Die Moritat von Mackie Messer eseguita da Robbie Williams                         | - Invierno Porteño di Astor Piazzolla eseguito da Trio Astoria - Yo Soy Maria di Maria Volonte |

### Con Sforza
| Stagione  | Programma corto                                                                            | Programma libero                                                                                |
| --------- | ------------------------------------------------------------------------------------------ | ----------------------------------------------------------------------------------------------- |

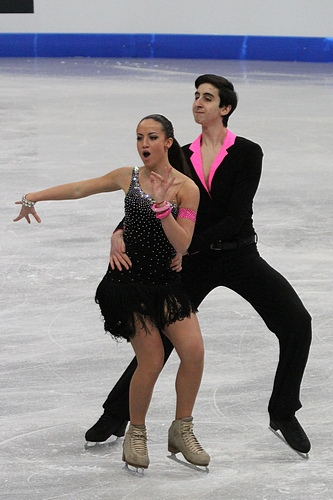
Francesco Fioretti con Sofia Sforza ai Mondiali juniores del 2012

| 2013-2014 | - That Man di Caro Emerald - You Are the One di Tracy Chapman                              | - Notre-Dame de Paris di Riccardo Cocciante - Il tempo delle cattedrali - Balla mia Esmeralda   |
| 2012-2013 | - Separation Blues di Maria Muldaur e Bonnie Raitt - Swing, Brother, Swing di Casey McGill | - Schindler's List di John Williams - Eli Eli di Elizabet Fumero Muren - 160 BPM di Hans Zimmer |
| 2011-2012 | - Sway - Swing Da Cor                                                                      | - Carmen di Georges Bizet                                                                       |
| 2010-2011 | - Once Upon a December (da Anastasia)                                                      | - Street Tango di Olguin - Oblivion di Astor Piazzolla - Libertango di Astor Piazzolla          |

## Palmarès

### Con Moscheni
| Internazionali      | Internazionali | Internazionali | Internazionali |
| Evento              | 2020–21        | 2021–22        | 2022–23        |
| ------------------- | -------------- | -------------- | -------------- |
| Campionati mondiali | 25°            | 26°            |                |
| Campionati europei  |                | 21°            |                |
| GP d'Italia         |                | 10°            |                |
| CS Cup of Austria   |                | 14°            |                |
| CS Golden Spin      |                | R              |                |
| CS Lombardia Trophy |                | 16°            |                |
| CS Nebelhorn Trophy |                | R              |                |
| Egna Trophy         | 3rd            | 2°             |                |
| Mezzaluna Cup       |                | 3°             | 2°             |
| Nazionali           |                |                |                |
| Campionati italiani | 2°             | 2°             |                |
| R = Ritirati        |                |                |                |

### Con Tessari
| Campionati mondiali                     |    |     |     | 24º |     |
| Campionati europei                      |    | 22º | 18º | 14º | 16º |
| GP della Finlandia                      |    |     |     | 8º  |     |
| GP Rostelecom Cup                       |    |     |     |     | 10º |
| CS Golden Spin                          |    |     |     |     | 7º  |
| CS Ice Challenge                        | 7º |     |     |     |     |
| CS Lombardia Trophy                     |    | 5º  | 6º  | 4º  | 12º |
| CS Nepela Trophy                        |    |     |     | 4º  |     |
| Bavarian Open                           | 7º | 9º  | 2º  |     |     |
| Coppa di Nizza                          |    | 9º  | 10º |     |     |
| Egna Dance Trophy                       |    |     | 2º  | 1º  |     |
| Halloween Cup                           |    |     |     |     | 1º  |
| Ice Star                                |    |     |     | 3º  |     |
| Lombardia Trophy                        | 9º |     |     |     |     |
| Mezzaluna Cup                           |    |     |     |     | 3º  |
| NRW Trophy                              |    | 3º  |     | 2º  |     |
| Open d'Andorra                          |    |     |     | 1º  |     |
| Santa Claus Cup                         | 7º |     | 6º  |     |     |
| Nazionali                               |    |     |     |     |     |
| Campionati italiani                     | 4º | 3º  | 3º  | 2º  | 2º  |
| CS = Challenger Series; GP = Grand Prix |    |     |     |     |     |

### Con Bonacorsi
| CS Nebelhorn Trophy    | 10º |
| CS = Challenger Series |     |

### Con Sforza
| Campionati mondiali                   | 31º  | 20º | 10º  | 13º  |    |
| JGP Germania                          |      | 8º  |      |      |    |
| JGP Italia                            |      |     | 7º   |      |    |
| JGP Messico                           |      |     |      |      | 4º |
| JGP Romania                           |      | 6º  | 5º   |      |    |
| JGP Turchia                           |      |     |      | 6º   |    |
| Bavarian Open                         |      |     | 3º   | 1º   |    |
| Mont Blanc Trophy                     |      | 4º  |      |      |    |
| NRW Trophy                            |      | 9º  | 6º   | 3º   |    |
| Pavel Roman Memorial                  |      |     | 4º   |      |    |
| Santa Claus Cup                       |      |     |      | 2º   |    |
| Nazionali                             |      |     |      |      |    |
| Campionati italiani                   | 2º J |     | 1º J | 1º J |    |
| JGP = Junior Grand Prix; J = Juniores |      |     |      |      |    |

### Con Montonati
| JGP Italia              | 17º |
| JGP = Junior Grand Prix |     |